# Pyeonghwa-dong, Jeonju
Pyeonghwa-dong (koreanska: 평화동) är en stadsdel i staden Jeonju i provinsen Norra Jeolla  i den centrala delen av Sydkorea, 200 km söder om huvudstaden Seoul. Den ligger i stadsdistriktet Wansan-gu.

## Indelning
Administrativt är Pyeonghwa-dong indelat i:
| Namn    | Namn                 | Yta km² | Invånare 31 dec 2020 |
| ------- | -------------------- | ------- | -------------------- |
| 평화1동 | Pyeonghwa 1(il)-dong | 1,11    | 12 975               |
| 평화2동 | Pyeonghwa 2(i)-dong  | 15,61   | 46 542               |